# Campionati europei di 49er & 49er FX 2018
I Campionati europei di 49er & 49er FX 2018 si sono svolti a Gdynia, in Polonia, dall'8 al 13 agosto.

## Podi
| Evento  | Oro                                  | Argento                                  | Bronzo                                       |
| 49er    | Spagna Diego Botín Iago López        | Polonia Dominik Buksak Szymon Wierzbicki | Regno Unito Dylan Fletcher Stuart Bithell    |
| 49er FX | Norvegia Helene Næss Marie Rønningen | Germania Victoria Jurczok Anika Lorenz   | Regno Unito Sophie Weguelin Sophie Ainsworth |

## Medagliere
| Posiz. | Nazione     | Oro | Argento | Bronzo | Totale |
| ------ | ----------- | --- | ------- | ------ | ------ |
| 1      | Spagna      | 1   | 0       | 0      | 1      |
| 1      | Norvegia    | 1   | 0       | 0      | 1      |
| 3      | Germania    | 0   | 1       | 0      | 1      |
| 3      | Polonia     | 0   | 1       | 0      | 1      |
| 5      | Regno Unito | 0   | 0       | 2      | 2      |
| Totale | Totale      | 2   | 2       | 2      | 6      |